# Göttinger Arbeitskreis
Der Göttinger Arbeitskreis wurde in der Nachkriegszeit nach dem Zweiten Weltkrieg in Deutschland als Arbeitsgemeinschaft ostdeutscher Wissenschaftler gegründet. Die Hochschullehrer waren Vertriebene aus Ostpreußen, Westpreußen, Pommern, Schlesien und der Neumark.

## Gründung
Bereits 1946 entstand der Arbeitskreis im Zuge des Kalten Krieges. Die amerikanische Militärregierung gab den Auftrag zu einem Gutachten zur Oder-Neiße-Grenze. Unter Beteiligung des Literaturhistorikers Helmut Motekat konstituierte der Arbeitskreis sich 1948 als Gesellschaft bürgerlichen Rechts. Der Gründungsvorstand bestand nicht nur aus Wissenschaftlern wie dem Völkerrechtler Herbert Kraus, sondern auch aus Verwaltungsjuristen. Neben dem ehemaligen Landrat Wolf Freiherrn v. Wrangel, dem ehemaligen Oberpräsidenten Wilhelm Kutscher und Götz von Selle war Joachim Frhr. v. Braun geschäftsführendes Vorstandsmitglied. Die ersten Vorsitzenden waren der ehemalige Kurator der Albertus-Universität Königsberg Friedrich Hoffmann und Herbert Kraus. Viele Mitarbeiter des ehemaligen Institut für Deutsche Ostarbeit in Krakau waren beteiligt: So publizierte Erhard Riemann 1952 eine Volkskunde des Preußenlandes in der Schriftenreihe des Göttinger Arbeitskreises Nr. 19. Der Redakteur war Heinrich Wolfrum vom gleichen Institut. Kurt Lücks Deutsche Gestalter und Ordner im Osten (Posen 1940) wurde neu unter dem Titel Deutsch-polnische Nachbarschaft. Lebensbilder deutscher Helfer in Polen (Göttinger Arbeitskreis, Veröffentl. Nr. 178, 1957) herausgegeben. Die Veröffentlichungen sparten Themen aus wie den Ostgrenzkampf, die Revisionspropaganda der Weimarer Zeit und die Vernichtungspolitik.
Die eingeschränkten Arbeitsbedingungen mit wöchentlichen Spenden endeten 1950, als das Kabinett Adenauer I den Arbeitskreis im Sinne der Präambel des Grundgesetzes für die Bundesrepublik Deutschland zu fördern begann. Der Arbeitskreis verstand sich als kritischer Beobachter und Ratgeber in Fragen der Deutschland- und Ostpolitik.
1958 wurde der Arbeitskreis ein eingetragener Verein.

## Aufgabe
„Der Verein bezweckt die Erforschung aller Probleme, die mit der Deutschlandfrage, den deutschen Vertriebenen und ihren Heimatgebieten zusammenhängen, sowie die Herausgabe von Veröffentlichungen zu diesen Fragen.“

Joachim von Braun prägte die Tätigkeit des Göttinger Arbeitskreises. Er wollte nicht nur Rechte wahren, sondern auch Werte verdeutlichen, die eine Erneuerung des deutschen Staatswesens und einen Wiederaufstieg Deutschlands unter aktiver Mitwirkung der Heimatvertriebenen möglich machten. Zu diesem Zweck setzte sich der Arbeitskreis für eine Organisation der Vertriebenen in überparteilichen  Landsmannschaften ein.
Die Tätigkeit des Arbeitskreises galt insgesamt, wie v. Braun in einem Tätigkeitsbericht betonte, „dem ganzen Deutschland und einer neuen friedlichen Ordnung der Welt“. Die Grundsätze fanden ihren Niederschlag in der am 5. August 1950 in Stuttgart verkündeten Charta der deutschen Heimatvertriebenen.
Nach der Ostpolitik und dem Zwei-plus-Vier-Vertrag bezweckt der Verein seit 1993  „die wissenschaftliche Erforschung der rechtlichen, politischen und sozialökonomischen Lage der Deutschen im östlichen Europa sowie der Probleme der Entwicklung Deutschlands und seiner osteuropäischen Nachbarn und ihrer Zusammenarbeit im gesamteuropäischen Rahmen“.
Von 1951 bis 1994 gab der Arbeitskreis das Jahrbuch der Albertus-Universität zu Königsberg (Pr.) heraus. 1960 förderte er den Bau des Studentenwohnheims Collegium Albertinum in Göttingen.

## Präsidenten
- 1951–1965: Herbert Kraus
- 1965–2000: Boris Meissner
- 2000–2002: Georg Brunner
- 2003–2012: Otto Luchterhandt
- seit 2014: Gilbert Gornig

Stellvertretender Vorsitzender: Dietrich Rauschning, Vizepräsident und Ehrenpräsident

## Schriften
- Das Tübinger Memorandum der Acht: Zu seinen außenpolitischen Thesen, 3. Auflage, Göttingen, 1962.